# Coelichneumon terebratus
Coelichneumon terebratus là một loài tò vò trong họ Ichneumonidae.